# Rue d'Estienne-d'Orves (Châtillon, Hauts-de-Seine)
Pour les articles homonymes, voir Rue d'Estienne-d'Orves.
La rue d'Estienne-d'Orves est une voie de communication de Châtillon dans les Hauts-de-Seine. Elle suit le tracé de la route départementale 129.

## Situation et accès

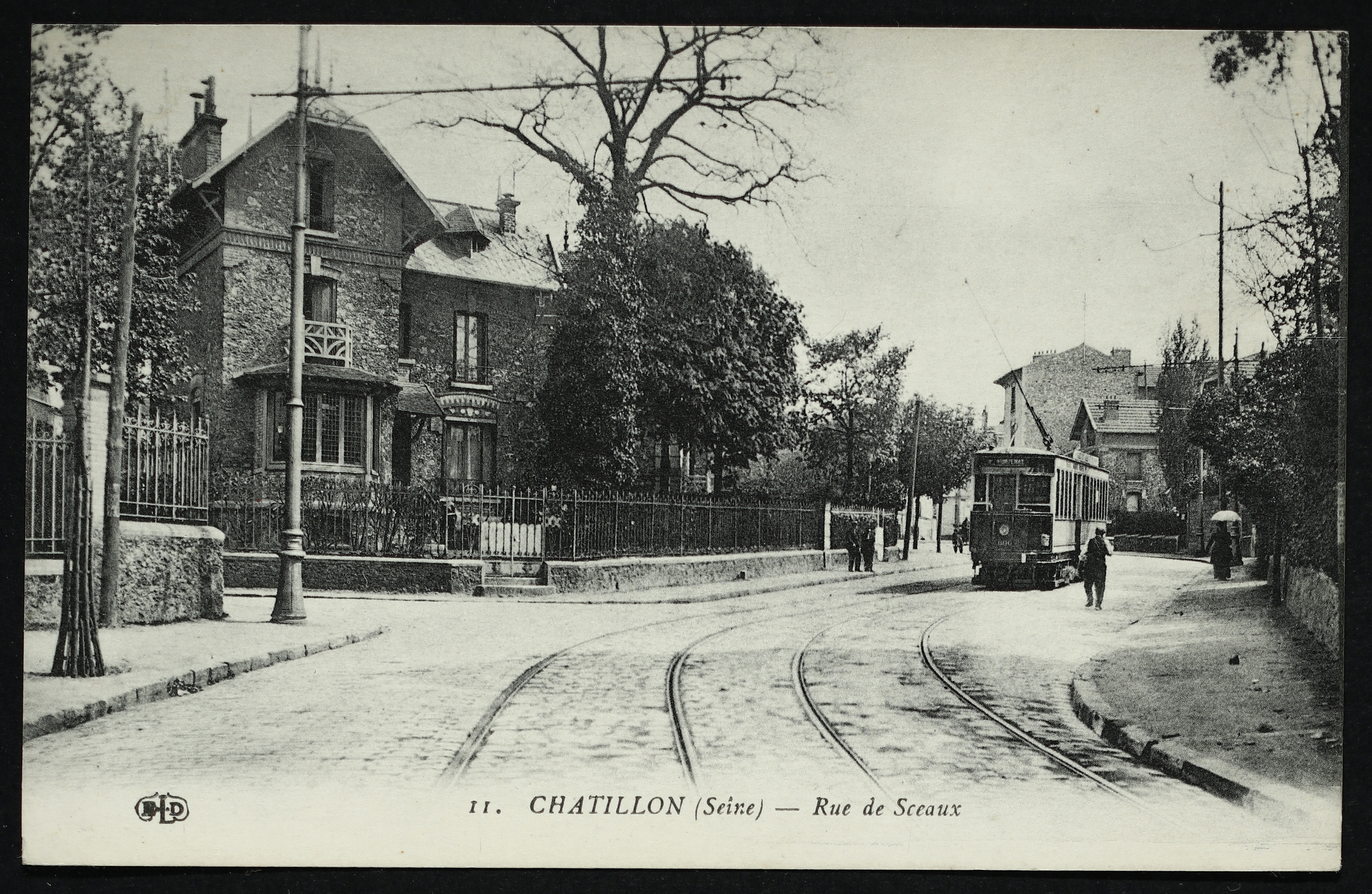
Châtillon, rue de Sceaux.

Commençant au nord-ouest dans l'axe de la rue Pierre-Brossolette, au carrefour de la rue Gabriel-Péri et de l'avenue de la Division-Leclerc, elle marque l'extremité sud de la rue Sadi-Carnot, et se termine au droit de la rue de Fontenay, où elle est prolongée par la rue des Pierrelais.
Elle est desservie par la ligne 6 du tramway d'Île-de-France.

## Historique

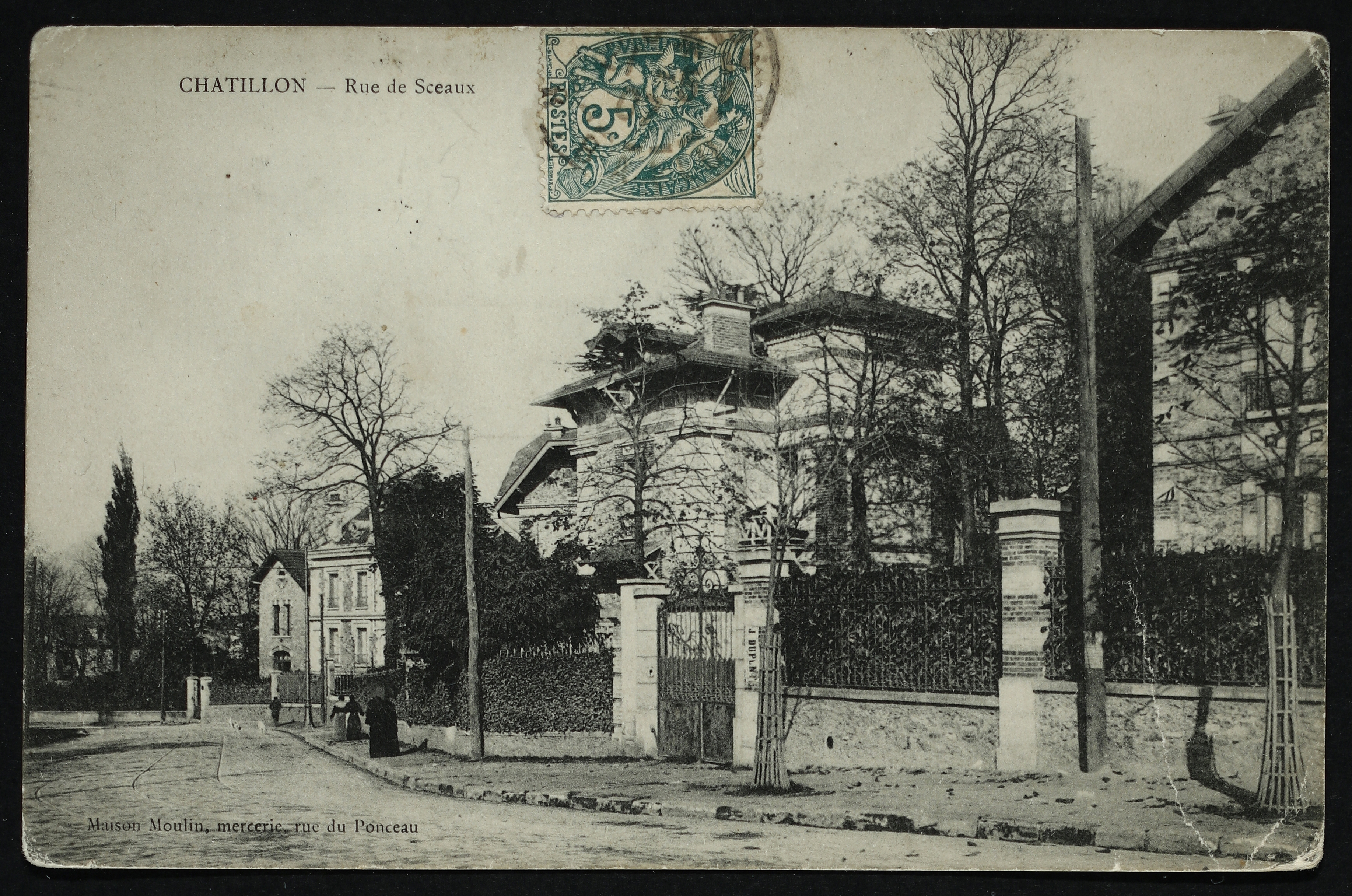
La rue de Sceaux vers 1900.

Cette voie de circulation s'appelait jadis rue de Sceaux. En 1878, on y fit passer la route de Chevreuse, anciennement route départementale no 54.
Il y passait la ligne de tramway no 86 (Saint-Germain-des-Prés - Fontenay). Ouverte en 1877, elle fut tout d'abord à traction animale, et sera électrifiée en 1905. Elle passe en 1910 sous l'égide de la Compagnie générale parisienne de tramways, mais sera supprimée en juin 1936.
À l'angle de la rue de Fontenay se produisit le 26 août 1976, l'effondrement d'un fontis provenant d'une carrière souterraine de gypse.

## Origine du nom

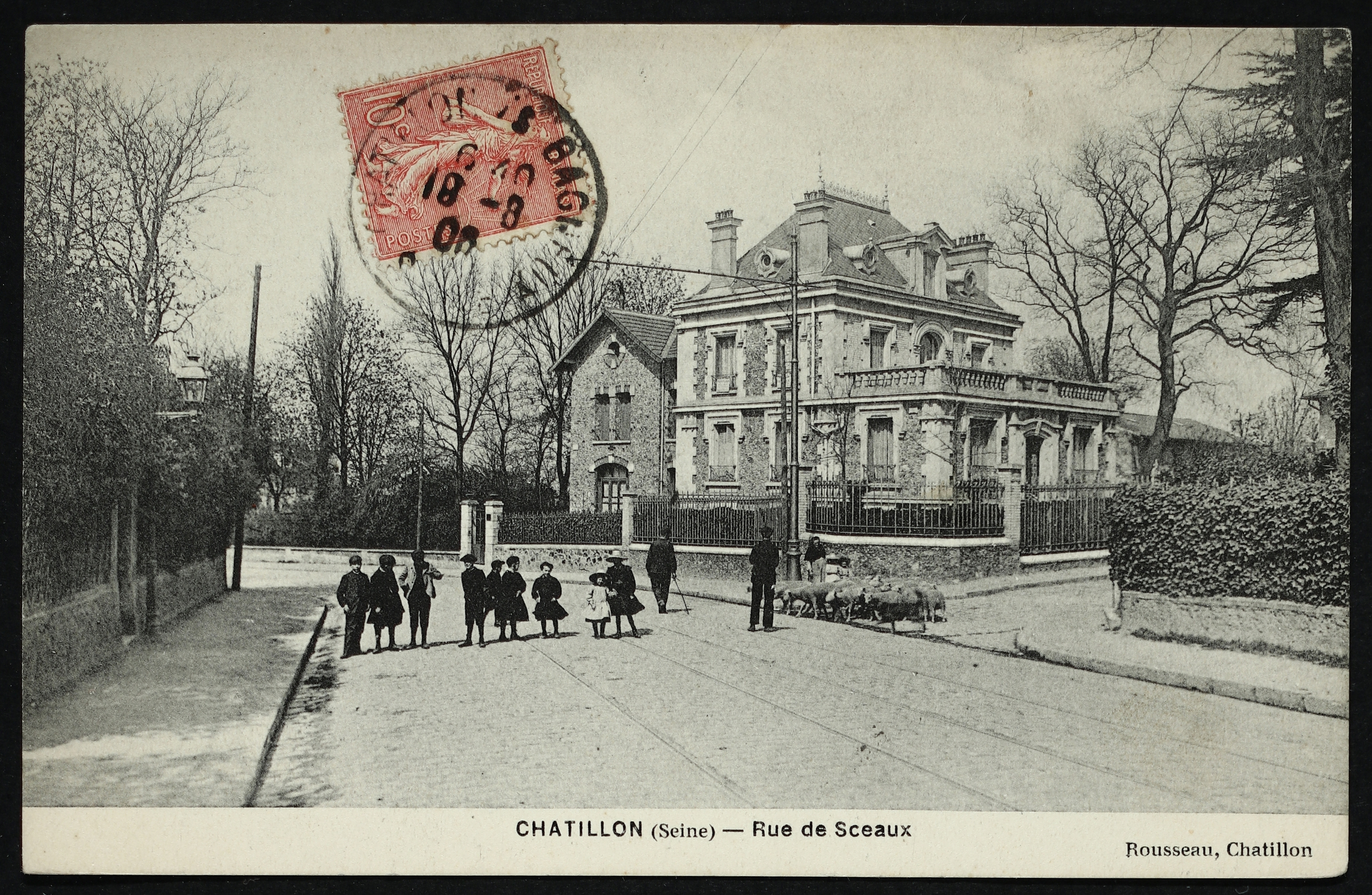
Rue de Sceaux, carte postale.

Cette rue a été renommée après-guerre en hommage au résistant français Honoré d'Estienne d'Orves (1901-1941) fusillé au mont Valérien, Compagnon de la Libération à titre posthume par décret du 30 octobre 1944.

## Bâtiments remarquables et lieux de mémoire

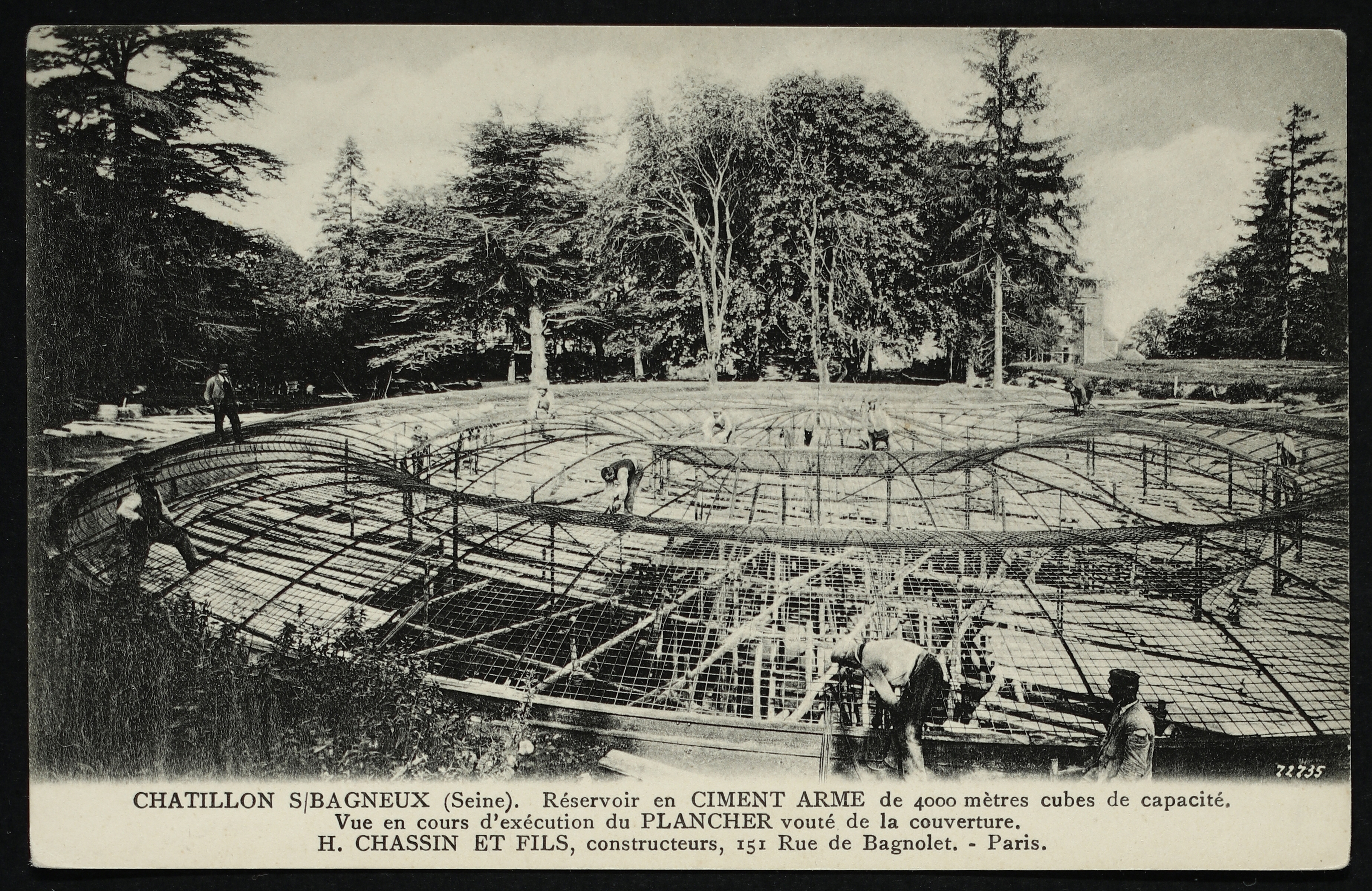
Réservoir en ciment armé.

L'altitude élevée de cet endroit fait que dans les alentours ont été installés des réservoirs d'eau destinés à alimenter la commune. Ainsi, dans cette rue se trouve une citerne inscrite à l'inventaire général du patrimoine culturel. De même, à l'angle de l'avenue de la Division-Leclerc, se trouve le réservoir d'eau potable de Châtillon.